# Batubelah Barat
Batubelah Barat is een bestuurslaag in het regentschap Sumenep van de provincie Oost-Java, Indonesië. Batubelah Barat telt 1486 inwoners (volkstelling 2010).